# 君の眼球越し救いたまえアイドルよ/エンドレスサマー
「君の眼球越し救いたまえアイドルよ / エンドレスサマー」（きみのがんきゅうごしすくいたまえアイドルよ / エンドレスサマー）は、天晴れ！原宿の1枚目のメジャーシングル（インディーズを含めると通算2枚目）。2017年9月20日にOTODAMA RECORDSから発売された。

## 概要
- 当時のメンバーは、朝比奈れい、中江さき、青木りさ、成実みく、天月ゆり、東雲しのの6名であったが、リリースをもって青木が卒業した[1]。そのため、青木はジャケットとレコーディングには参加しているが、ミュージックビデオには登場しない。
- TYPE A～TYPE Eの5種類がありジャケットに違いがあるが、収録曲はすべて同じ。

## 収録曲

### TYPE A
（品番：POCE11045　JAN：4988031243206）
1. 君の眼球越し救いたまえアイドルよ　作詞：小林愛 / 作曲：ハシダカズマ(箱庭の室内楽) / 振付：ミキティ本物
2. エンドレスサマー　作詞：Yunomi / 作曲：Yunomi
3. アッパレルヤ!! (Yunomi Remix)　編曲：Yunomi
4. 君の眼球越し救いたまえアイドルよ (Off Vocal ver.)
5. エンドレスサマー (Off Vocal ver.)

### TYPE B
（品番：POCE11046　JAN：4988031243213）

### TYPE C
（品番：POCE11047　JAN：4988031243220）

### TYPE D
（品番：POCE11048　JAN：4988031243237）

### TYPE E
（品番：POCE11049　JAN：4988031243244）